# チミジン
チミジン (Thymidine)は、ピリミジンデオキシヌクレオシドの一つである。チミジンはDNAヌクレオシド（記号 dTまたはdThd）であり、DNAの二重鎖ではデオキシアデノシン (dA) と対を形成する。細胞生物学的には細胞周期のG1期/S期初期に同期するために使用される。

## 構造および性質
チミジンはデオキシリボース（五炭糖の一種）がピリミジン塩基のチミンに接続した構造である。
チミジンはモノ、ジ、トリリン酸化されて、対応する dTMP, dTDP, dTTP を生成する。
固体の形状では白い微細な結晶か結晶性の粉末であり、分子量は242.23、融点は185℃。常温常圧環境下ではチミジンはとても安定である。
チミジンの毒性は知られておらず、生体やDNAウイルスなど天然に存在するDNAの4つのヌクレオシドの1つである。RNAには、チミジンの代わりにウリジン（ウラシルがリボースに接続したもの）が含まれる。ウラシルの化学的性質はチミン、すなわち5-メチルウラシルと非常に似通っている。チミンヌクレオチドは、RNA前駆体ではなく、DNA前駆体であるため、前置辞のdがつけられることがある。

## チミジンアナログ
チミジンアナログを以下に示す。
- ヨードデオキシウリジン：放射線増感剤、イオン化放射線を照射したときにDNAのうけるダメージ量を増加させる。
- アジドチミジン (AZT)：抗HIV治療薬。レトロウイルスのRNAが宿主DNAに組み込まれる際の逆転写プロセスを阻害する。
- トリチウム化チミジン：細胞増殖アッセイに広く使用されている。チミジンは細胞分裂時に取り込まれ、取り込み量は液体シンチレータにより測定され、カウントは細胞増殖量に比例する。
- ブロモデオキシウリジン (BrdU)：生体組織での細胞増殖の検出に使用される。優れた抗BrdU抗体が利用できるようになったため、免疫組織化学染色によって検出可能である。トリチウムのような放射性同位元素による標識が不要となり、広く普及した。

## 註
1. ↑  デオキシリボシルチミン (deoxyribosylthymine) やチミンデオキシリボシド (thymine deoxyriboside) と命名されることもある。
2. ↑  Abbreviations and Symbols for Nucleic Acids, Polynucleotides and their Constituents N-1.1
3. ↑  "deoxy"は酸素基を取ったという意味で、デオキシリボースを意味するdとは意味が異なる。しかし、"deoxy"と"d"はよく取り違えられ、チミジンとデオキシチミジンは同一物を意味することが多い。